# Oenone fulgida
Oenone fulgida är en ringmaskart som först beskrevs av Savigny in Lamarck 1818.  Oenone fulgida ingår i släktet Oenone, och familjen Oenonidae.

## Underarter
Arten delas in i följande underarter:
- O. f. malensis
- O. f. arabelloides